# Crempigny-Bonneguête
Crempigny-Bonneguête è un comune francese di 263 abitanti situato nel dipartimento dell'Alta Savoia della regione dell'Alvernia-Rodano-Alpi.

## Società

### Evoluzione demografica
Abitanti censiti